# Ramón Bucetta
Ramón Bucetta – piłkarz urugwajski, pomocnik, obrońca.
Razem z klubem CA Peñarol Bucetta zdobył w 1921 roku mistrzostwo Urugwaju.
Jako piłkarz klubu Club Nacional de Football wziął udział w turnieju Copa América 1924, gdzie Urugwaj zdobył mistrzostwo Ameryki Południowej. Bucetta zagrał tylko w jednym meczu - z Chile.
Nadal jako gracz Nacionalu wziął udział w turnieju Copa América 1927, gdzie Urugwaj został wicemistrzem Ameryki Południowej. Bucetta zagrał tylko w meczu z Boliwią.
Wciąż będąc graczem Nacionalu wziął udział w turnieju Copa América 1929, gdzie Urugwaj zajął dopiero trzecie miejsce. Bucetta zagrał tylko w fatalnym meczu z Paragwajem, przegranym przez Urugwaj aż 0:3.